# Major Dundee
 (juin 2020).
Si vous disposez d'ouvrages ou d'articles de référence ou si vous connaissez des sites web de qualité traitant du thème abordé ici, merci de compléter l'article en donnant les références utiles à sa vérifiabilité et en les liant à la section « Notes et références ».
 (juin 2020).
- Si vous ne connaissez pas le sujet, laissez ce bandeau (vous pouvez alors contacter les auteurs).
- Si vous supprimez le contenu mis en cause (vous pouvez préalablement contacter les auteurs),

argumentez précisément cette suppression dans la page de discussion
(un manque de référence n'est pas un argument ; une recherche réelle de référence doit avoir été effectuée, être formellement documentée).
Pour plus de détails, voir Fiche technique et Distribution.
Major Dundee est un film américain de Sam Peckinpah sorti en 1965, avec Charlton Heston, Richard Harris et James Coburn.

## Synopsis
Territoire du Nouveau-Mexique, novembre 1864 : le major Charles Amos Dundee, du 3e Régiment de Cavalerie de l'US Army, décide de se lancer à la poursuite du chef apache Sierra Chariba, qui vient d'anéantir un détachement de ses soldats et les habitants d'un ranch. Sans prévenir ses supérieurs, il lève des volontaires parmi les prisonniers de guerre sudistes et les repris de justice mis sous sa garde. Il enrôle en particulier le capitaine de cavalerie sudiste d'origine irlandaise Benjamin Tyreen, ancien compagnon du major qui a été exclu de son régiment car il avait tué un officier au cours d'un duel. Le major faisait partie du jury qui l'a jugé. Au total, le major part avec un détachement composé d'hommes de sa garnison, de prisonniers confédérés dirigés par son ancien ami, plusieurs scouts indiens et quelques mercenaires. La petite troupe suit les Amérindiens à la trace, et va devoir traverser le sud du Texas, où patrouille la cavalerie confédérée - et une bonne partie du nord du Mexique, où les troupes de l'expédition française au Mexique sont aux prises avec les guerilleros de Benito Juárez...

## Fiche technique
- Réalisateur : Sam Peckinpah
- Scénario : Harry Julian Fink, Oscar Saul et Sam Peckinpah d'après une histoire de Harry Julian Fink
- Distribution : Columbia Pictures
- Producteur : Jerry Bresler[1]
- Photographie : Sam Leavitt, ASC
- Montage : William A. Lyon, ASC, Don Starling et Howard Kunin
- Costumes : Tom Dawson
- Effets spéciaux : August Lohman
- Musique : Daniele Amfitheatrof
- Genre : western
- Durée : 116 minutes / 131 minutes (version longue)
- Sortie en  France le 1er mai 1965
- Sortie aux  États-Unis le 7 avril 1965
- Source : VHS
- Affiches : Raymond Elseviers (Belgique), Jean Mascii (France)

## Distribution
- Charlton Heston (VF : René Arrieu) : Major Amos Charles Dundee
- Richard Harris (VF : Marc Cassot) : Capt. Benjamin Tyreen
- James Coburn (VF : Georges Aminel) : Samuel Potts, l'éclaireur manchot
- Michael Anderson Jr. (VF : Pierre Pernet) : Tim Ryan
- Jim Hutton : Lt. Graham
- Senta Berger (VF : Claire Guibert) : Teresa Santiago
- Mario Adorf : Sgt. Gomez
- Brock Peters (VF : Bachir Touré) : Aesop
- Warren Oates (VF : Jean Violette) : O.W. Hadley
- Ben Johnson (VF : Jean Amadou) : Sgt. Chillum
- R. G. Armstrong (VF : Louis Arbessier) : Révérend Dahlstrom
- L.Q. Jones : Arthur Hadley
- Slim Pickens (VF : Pierre Leproux) : Wiley
- Michael Pate : Sierra Charriba
- Karl Swenson (VF : Michel Gatineau) : Capt. Waller
- John Davis Chandler (VF : Sady Rebbot) : Jimmy
- Dub Taylor (VF : Paul Villé) : Priam
- Albert Carrier (en) : Capt. Jacques Tremaine
- José Carlos Ruiz (VF : Amidou) : Riago
- Aurora Clavel : Melinche
- Begonia Palacios : Linda
- Enrique Lucero (es) : Docteur Aguilar
- Francisco Reyguera : Vieil Apache

## Le tournage
Sorti du succès de Coups de feu dans la Sierra, Sam Peckinpah se voit confier la réalisation de Major Dundee. Le tournage devait se dérouler au Mexique par économie. Mais le réalisateur, charmé par le pays, s'abandonne à sa douceur de vivre. Nouant une liaison avec la jeune première mexicaine, il s'enfuit quelques jours avec elle. Les économies de tournage ne se feront pas et le tournage devient anthologique. Peckinpah a réuni par ailleurs sa bande de copains, acteurs seconds couteaux et méchants géniaux : James Coburn, L. Q. Jones, Warren Oates...
Peckinpah est l'homme de l'après, il arrive après la grande époque du western classique et son cinéma prolonge ce classicisme en le détruisant. Ses films ne sont pas la réponse du western américain au western italien, mais une reprise des arguments classiques travaillée par un cinéaste des années 1960, marqué par l'ouverture intellectuelle de l'Amérique après la découverte des chambres à gaz, de la guerre de Corée et du début du Viêt Nam. Il est en cela le véritable héritier de John Ford, qu'il affectionne particulièrement et avec qui il a de nombreux thèmes en commun (amitiés, rapport à la nature, surgissement de la violence dans la communauté...). Même si Coups de feu dans la Sierra va déjà dans ce sens, Major Dundee est le premier western de la fin du western classique. Symboliquement le film s'ouvre sur l'assassinat d'un membre de la cavalerie et de fillettes par les Indiens, qui brûlent ensuite un village. La caméra filme les maisons enflammées illustrant le travail de Peckinpah : mettre à bas la vieille architecture, faire brûler les conventions.
Peckinpah ne souhaitait pas terminer le film au sens classique. il souhaitait que la poursuite de l'Indien Chariba ne cesse jamais, Dundee allant jusqu'au bout de sa folie. Évidemment, il fut rattrapé par la production qui le força à tourner une fin, un peu artificielle pour certains critiques. Il livra ensuite un montage de quatre heures qui furent ramenées à deux. Peckinpah ne réussit pas à faire valoir ses vues en dépit du soutien de Charlton Heston. Le film fut un échec commercial terrible qui fit beaucoup de mal à la réputation de Peckinpah.
Le film comporte pourtant des séquences formidables qui montrent le génie de Peckinpah : le massacre du début ; la scène où Dundee traverse une cour pleine de soldats confédérés ; la mort de O.W. Hadley, joué par Warren Oates ; le combat de cavalerie de la fin...

## Analyse des personnages

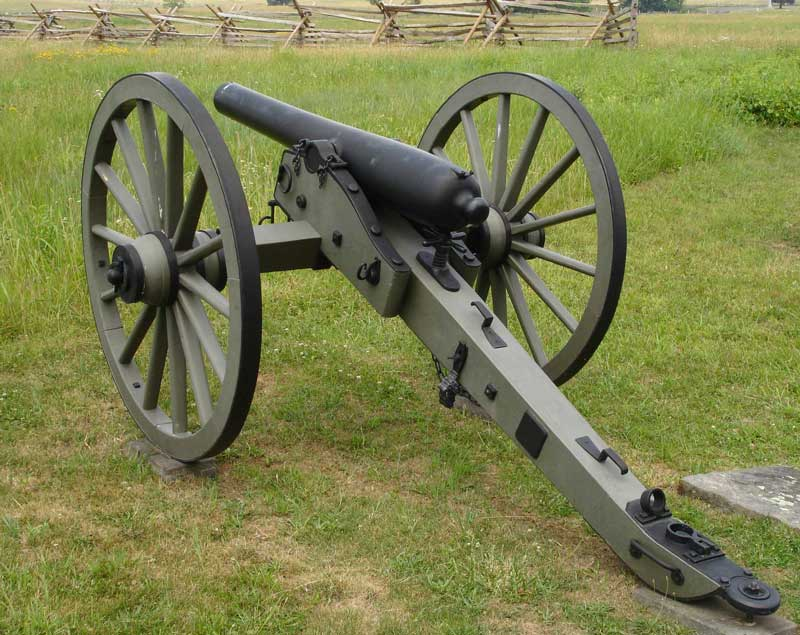
Le petit canon emporté par Dundee ressemble fort au 3-inch ordnance Griffen rifled gun' de 76 mm de calibre. La séquence du départ de Fort Benlin le montre démonté et transporté (comme un M.1841 Mountain Howitzer) sur des bâts spéciaux par des mules

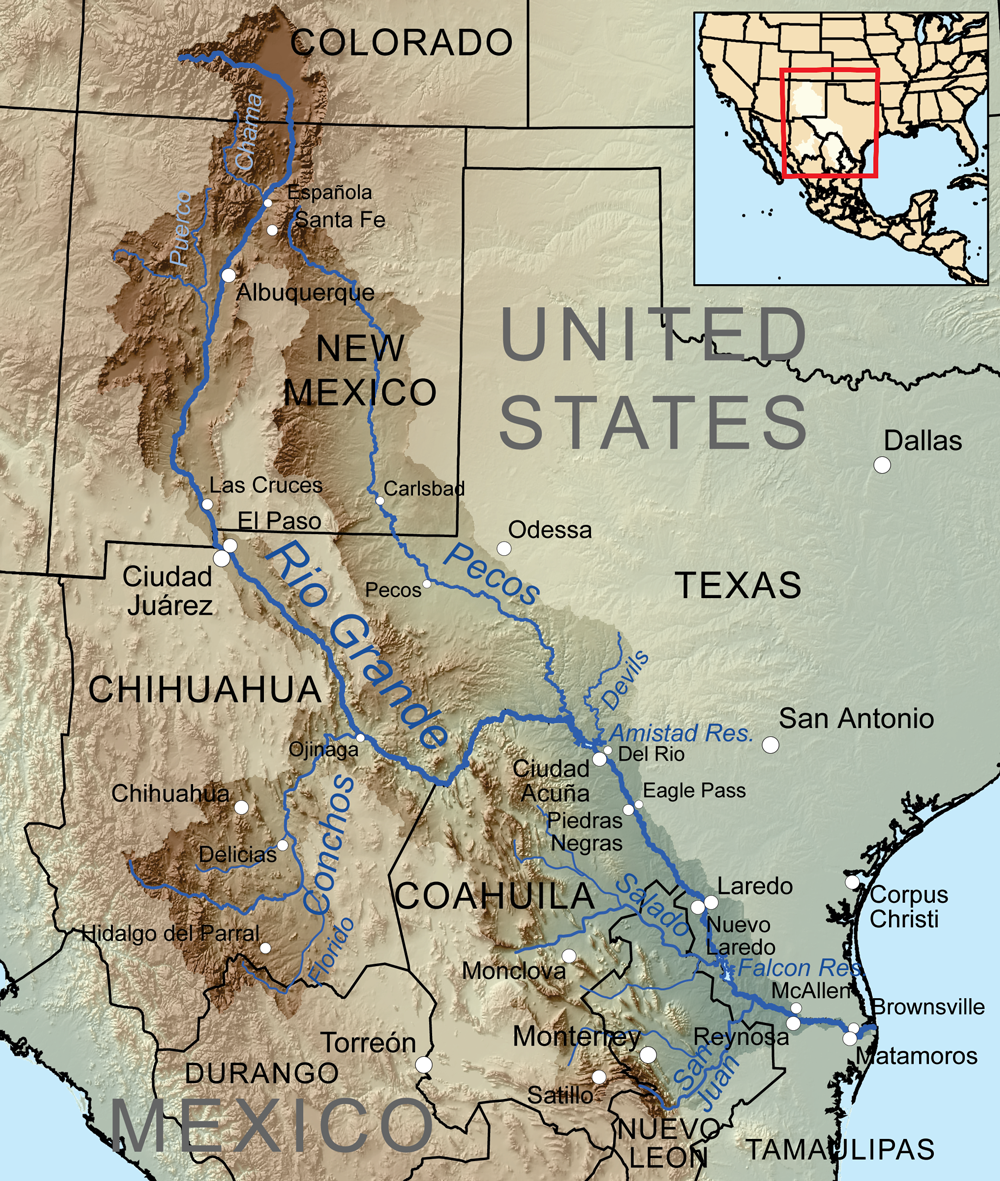
Carte montrant la distance parcourue par l'expédition punitive de Dundee, du Territoire du Nouveau-Mexique aux parages de Durango (la capitale de l'état de Durango se trouve en bas à gauche, grosso modo sur le point du I de MEXIQUE). Le clairon Ryan écrit dans son journal qu'après avoir passé le Rio Grande, ils se sont enfoncés pendant 5 semaines dans l'intérieur du Mexique.

- Si vous ne connaissez pas le sujet, laissez ce bandeau (vous pouvez alors contacter les auteurs).
- Si vous supprimez le contenu mis en cause (vous pouvez préalablement contacter les auteurs),

argumentez précisément cette suppression dans la page de discussion
(un manque de référence n'est pas un argument ; une recherche réelle de référence doit avoir été effectuée, être formellement documentée).

### Lemajor Dundee
(joué par Charlton Heston) : officier de cavalerie né dans le Sud, mais qui a opté pour le Nord en 1861. En 1864, Dundee, qui a commis un acte d'insubordination lors de la Bataille de Gettysburg, est commandant de Fort Benlin, à la frontière sud du Territoire du Nouveau-Mexique. Au fort, Dundee a retrouvé, au milieu des 400 prisonniers sudistes qui y croupissent, un ex-ami qui fut comme lui cadet à l'Académie militaire de West Point : Benjamin Tyreen, devenu par la suite capitaine de la cavalerie confédérée. Alors que les anciens élèves de West Point gardaient l'esprit de corps même s'ils avaient opté pour des camps opposés, Tyreen hait Dundee : avant la guerre de Sécession, Dundee a siégé dans une cour martiale qui a condamné Tyreen et l'a exclu de West Point pour avoir tué en duel un autre officier; et Tyreen pense que Dundee a voté coupable par conformisme et pour obtenir une promotion.
Début novembre 1864, Dundee et sa troupe de renfort arrivent au ranch Rostes, voisin de Fort Benlin, après le massacre d'un détachement de ses cavaliers (et de la famille Rostes, moins 3 jeunes garçons) par les Apaches, et ils ne peuvent qu'enterrer les morts. Révolté (et voyant aussi là l’occasion de courir l'aventure, et éventuellement d’une promotion) le major Dundee décide de sa propre initiative d'armer une troupe disparate (2 soldats nordistes réguliers, une quinzaine de prisonniers sudistes, 7 soldats ex-esclaves noirs affranchis, 3 scouts métis ou amérindiens, et quelques texans prisonniers de droit commun) et de se lancer à la poursuite des Apaches.
Commandés par le chef Sierra Charriba, les Apaches sont passés au Mexique, alors occupé par les troupes de l'Expédition française au Mexique, qui sont en butte à la résistance armée des guerilleros de Benito Juarez. La troupe de Dundee aura donc à faire face aux embuscades des Indiens, aux patrouilles de cavalerie sudiste lors de son incursion au sud du Texas, État confédéré, et aussi aux attaques du corps expéditionnaire français car (pour des "raisons personnelles" et de plus dans le sillage de Andrew Johnson, qu'Abraham Lincoln vient de s'associer comme futur vice-président) les Américains fraternisent avec la population mexicaine et les juaristes.
Dundee est un chef particulièrement bourru, convaincu de la preéminence de la cavalerie sur les autres armes, avare de ses compliments, mais capable de dévider des chapelets d'injures colorées pour la plus grande joie de ses soldats. Ainsi, lorsque le vieux voleur de chevaux qu’il a sorti du calabozo (cachot) et envoyé “réquisitionner” une cinquantaine de montures revient avec un troupeau inespéré de mules et de chevaux, le major lui crie de son balcon qu’il n’a jamais vu un pareil ramassis de chiens morveux (nose running) , cagneux, pleins d’éparvins  (spavins) et à la colonne affaissée (swaying backs) .
Dans une scène impressionnante, à la lumière des torches, Dundee annonce aux prisonniers confédérés rassemblés dans la cour du fort qu’il cherche des volontaires pour partir à la poursuite des Apaches. En retour, dit-il, "je ne vous promets rien, que des douleurs dues à la selle, de petites rations, et peut-être une balle dans le ventre...Mais de l'air libre à respirer, du tabac presque frais, un quart de solde... Et ma bonne volonté, la meilleure offre pour vous faire pardonner et libérer sur parole quand vous revenez".Puis il traverse seul leurs rangs hostiles qui s'écartent devant lui.
Plusieurs critiques cinématographiques ont souligné le point commun entre le major Dundee et le capitaine Achab de Moby Dick : la quête obsessionnelle et destructrice, apparemment pour assouvir une vengeance. Mais quand, blessé, Dundee est opéré clandestinement à Durango, puis caché dans la chambrette d'un lupanar, là l'inaction forcée, la solitude et la dépression le poussent à se réfugier dans l'ébriété continue, et il aura une liaison avec la brune Melinche, une des "serveuses" de l'établissement, qui le soigne et l'approvisionne en aguardiente (eau de vie).

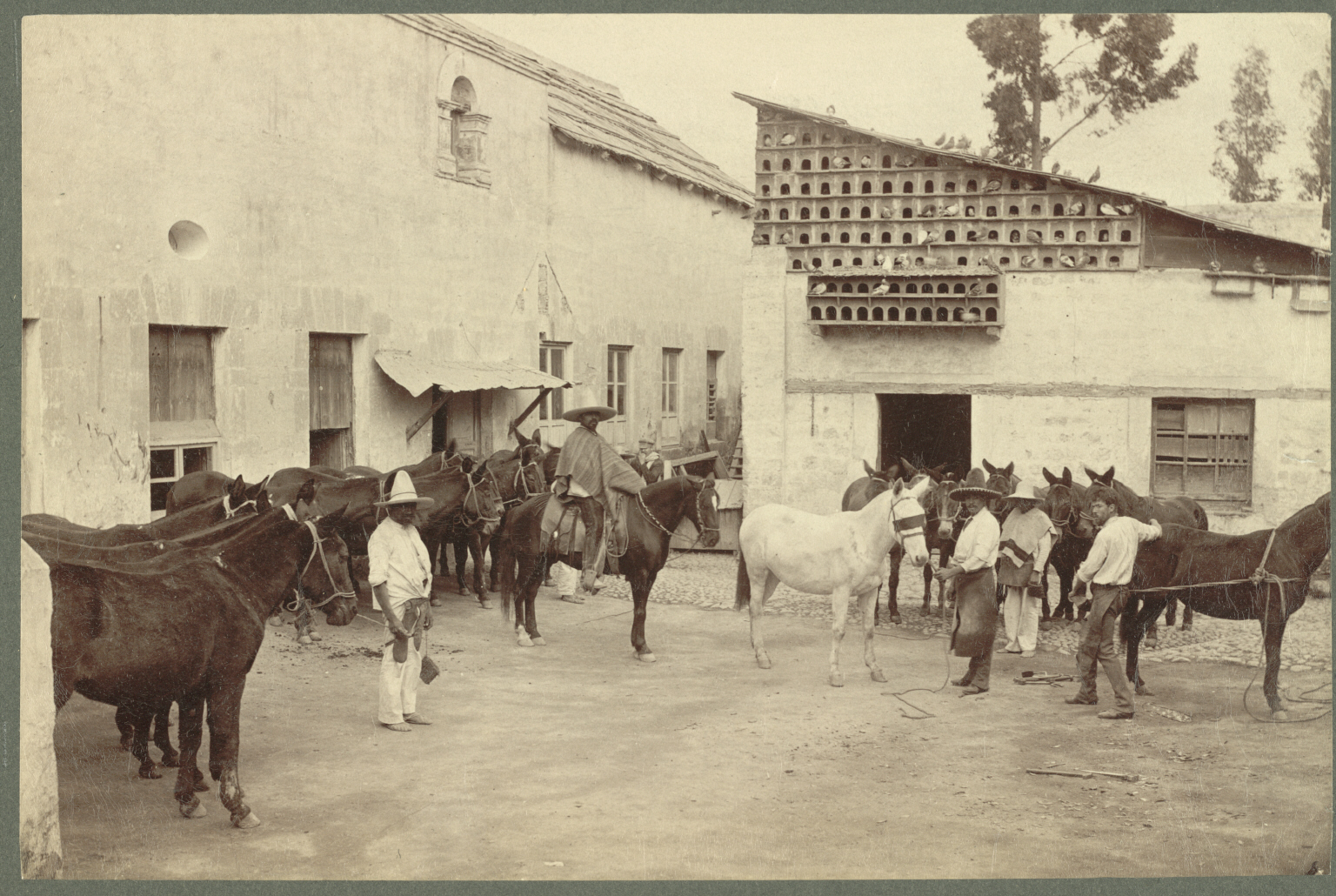
Sur cette photo prise à la fin du XIXe siècle en Amérique Centrale, le seul cheval est au centre, monté par un homme en poncho, les autres équidés étant des mulets qui attendent d'être ferrés. La photo montre nettement que le mulet est aussi (sinon plus) robuste que le cheval, et peut l'égaler en prestance. Dundee en monte un après que sa colonne a été décimée dans l'embuscade tendue par les Apaches dans la nuit du 24 au 25 décembre 1864.

L'impulsivité de Dundee va encore l'emporter sur la prudence (d'ailleurs prônée par Tyreen) : lorsque Sierra Charriba lui tend un appât (qui plus est pendant la nuit de Noël) , le major se précipite dans la trappe. Les Américains perdent alors près de la moitié de leur effectif : 14 morts, et 13 blessés, dont 4 grièvement, qui vont décéder dans les suites car la colonne va à marches forcées se réfugier au village mexicain le plus proche. De plus les 3/4 des montures ont été tuées ou volées par les Apaches. On voit le lendemain de l'embuscade Dundee monté sur un robuste mulet ; apparemment son cheval est mort, et il n'a pas voulu prendre celui d'un de ses hommes. Est-ce par respect des liens qui unissent le cavalier en expédition à sa monture - ou pour s'autoflageller après le revers cuisant que les Apaches lui ont infligé ? Quoi qu'il en soit, c'est monté sur son grand mulet que Dundee investit sabre au clair le village mexicain (où la colonne sera du reste fort bien accueillie) - et qu'il en repart à l'aube, saluant gravement au passage la belle Teresa. Il devra attendre pour monter un cheval d'armes que ses hommes aillent en voler une douzaine à la cavalerie française.

### Lecapitaine Benjamin Tyreen
(joué par Richard Harris), de la cavalerie confédérée. Prisonnier de guerre, il a cherché à s'échapper de Fort Benlin, et a tué l'une des sentinelles : Dundee le condamne à la pendaison, mais lui offre la vie sauve s'il accepte de se joindre à l'expédition punitive. Devenu lieutenant de Dundee, Tyreen veut confirmer la réputation de gallantry des sudistes : un southern gentleman doit avoir une attitude noble et élégante. Plus raffiné que Dundee, il sait cependant remettre à sa place J.L. Banteen, l'un de ses mauvais sujets qui voulait qu'une fois loin du fort, les confédérés règlent leur compte à Dundee et rejoignent la Confédération : il le traite en particulier de "redneck" et de  "peckerwood".
Uniforme gris relativement propre, plume blanche au feutre, spencer jeté sur l'épaule, Tyreen charme Teresa Santiago dès son arrivée au village mexicain, en lui baisant longuement la main, en lui parlant espagnol, et en lui adressant un élégant piropo (compliment fleuri), ce qui mêt Dundee en rage. Le yankee prosaïque et brutal se fera d'ailleurs un plaisir de rabaisser Tyreen en lui rappelant qu'il n'est qu'un fils d'immigrant irlandais du comté de Clare, "qui n'a jamais eu et n'aura jamais de belle maison coloniale avec des colonnes blanches"...Mais au lendemain de la fiesta, Teresa, séduite par l'officier sudiste qui lui rappelle sa jeunesse mondaine en Europe, le jugera "a fancyful man" (un séduisant original), alors qu'elle n'éprouve, dit-elle, pour Dundee que de l'amitié (kindness)...
Tyreen et ses cavaliers gris acceptent de devenir momentanément des "galvanized yankees" et donnent leur parole de servir l'Union, mais seulement "jusqu'à ce que l'Apache soit capturé ou abattu", et ils préviennent Dundee qu'ils chercheront ensuite par tous les moyens à reprendre leur liberté. D’ailleurs, Dundee a attribué à Tyreen (ancien capitaine de la cavalerie confédérée) le grade de sous-lieutenant et l’a placé sous l’autorité du Lt Graham, un blanc-bec…Les sudistes, qui sont une vingtaine, donc plus nombreux que les unionistes blancs, seront cependant (sous l’impulsion de Tyreen) par 2 fois fidèles à la parole donnée par leur chef : lors du 1er franchissement de la frontière (le Rio Grande) vers le sud (un escadron de cavalerie sudiste les observe de loin, et ils ne le rejoignent pas) -  et lors de l'absence prolongée de Dundee, blessé et seul à Durango, et de plus en proie à la dépression. Et quand un de ses sudistes déserte avec des chevaux et des provisions (indispensables à la réussite de l’expédition) , Tyreen préfère le dépêcher lui-même plutôt que de laisser les blue-bellies ("ventres bleus", nordistes) l’exécuter.
Lors de la dernière charge de cavalerie, alors que les Américains veulent à tout prix franchir le Rio Grande gardé par les Français pour revenir au Texas, c’est Tyreen, l’officier sudiste, qui, mortellement blessé, sauve le Stars and Stripes (l’étendard nordiste) et le remet à Dundee, avant de se jeter sabre au clair sur les cavaliers français, et de mourir glorieusement.

### Samuel Potts
(joué par James Coburn) est un scout (éclaireur) manchot qui assure le relais entre les pisteurs apaches mansos (partisans des blancs) et les officiers de la colonne. Le personnage a pour modèle une célèbre figure de l'Ouest : Jerry Potts, métis d'Indien qui fut scout auprès de l'US Army pendant 25 ans. Il est expert dans le déchiffrage des traces, d'ailleurs laissées souvent volontairement par les Apaches afin qu'elles servent de messages : que ce soit l'épée et l'écharpe sanglante du lieutenant massacré avec sa petite garnison (tout au début du film) ou la croix jetée dans les cendres d'un feu de camp (signifiant : "annoncez à votre dieu que vous allez le rejoindre").
Plus rude et picaresque que Bas-de-Cuir, Potts ne craint pas non plus le contact étroit avec les Amérindiens dont les Blancs de la colonne s'écartent : il lutte « amicalement et à main nue » au bivouac contre son ami Riago, le scout indien, pour démontrer sa force en surmontant son handicap, et empocher les paris.
Potts a avec Dundee une relation d'amitié bourrue, d'égal à égal : s'il lui sauve la vie en déchargeant opportunément son fusil de chasse à canons raccourcis sur un Apache embusqué, par contre il lui refuse uniment de partir à la poursuite d'un confédéré déserteur car, lui dit-il, il n'est pas payé pour courir après un gars qui a le mal du pays. Dundee le charge d'une mission périlleuse, puis le rappelle pour lui recommander « Et ne vous faites pas tuer, ça me contrarierait ».

### Tim Ryan
(joué par  Michael Anderson Jr.). Jeune clairon au patronyme irlandais, dont les officiers et les hommes se demandent en souriant "est-ce qu'il se rase? ". Il est le seul survivant d'un détachement de la cavalerie US, massacré par les Apaches  en même temps que les habitants du ranch Rostes (sauf trois jeunes garçons, qui ont été enlevés par les Apaches); il hait donc les Amérindiens, et en a peur. Il tient un journal, et (comme le jeune Ismaël dans Moby Dick) , il commente avec naïveté les évènements du jour.
Au matin du grand départ de Fort Benlin, Dundee ordonne au clairon de jouer un air entraînant; mais à peine Ryan a-t-il lancé quelques notes allègres que les Confédérés entonnent en cœur "Ooooh I wish I was in the land of cotton" (Dixie), et que les Nordistes cherchent à les couvrir avec "John Brown's body" (le chant des anti-esclavagistes), pendant qu'à l'arrière-garde les muletiers se lancent dans "Oh My Darling, Clementine" : image des dissensions à venir.
Blessé à la fesse, Ryan doit se faire panser par une jeune femme mexicaine, et elle découpe son pantalon sous les rires de ses compagnons. Comme Katsushiro, le jeune disciple dans Les 7 Samouraïs, il gagne son brevet de virilité lors d'une nuit d'amour (avec son infirmière) alors que le village oublie tout dans la fête. Et au matin, lors du départ de la colonne, alors qu'il devrait sonner le boute-selle, il arrive en retard, habillé en Mexicain et accompagné par son amoureuse, qui lui donne le baiser d’adieu, sous les applaudissements et les whoops d’enthousiasme des troupiers…Son passage à l’état d’homme sera complet après une autre nuit, celle de la 2e embuscade indienne : c'est lui qui tue Sierra Charriba, le vieux chef apache. Ryan, mûri, sera de ceux qui parviennent à revenir au Texas, et, comme le matin du départ, Dundee lui ordonne de prendre son clairon et de jouer un air entraînant.

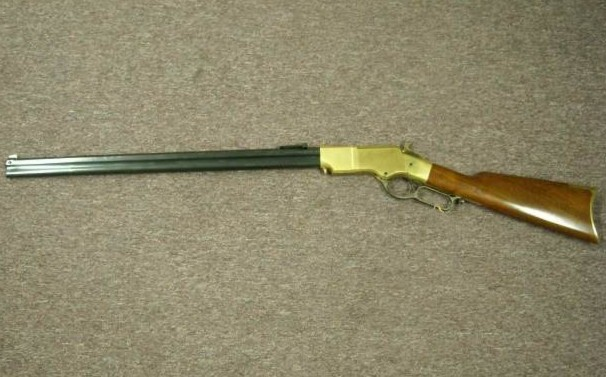
Le fusil Henry, à répétition par levier de sous-garde et magasin tubulaire de 16 cartouches, enthousiasma les Unionistes dès son apparition en 1862. Il est mentionné par le clairon Ryan dans son journal, et nettement visible (ce qui est rare dans les westerns) entre les mains de Tyreen en particulier (scènes de la patrouille nocturne précédant l’embuscade des Apaches, et du combat de cavalerie sur le Rio Grande)

### Lelieutenant Graham
(joué par Jim Hutton) : jeune officier fraichement arrivé à Fort Benlin, encore respectueux du règlement et manifestement dépaysé par les rudes manières de l’Ouest. Dundee le teste en lui offrant un grand cigare, (que le jeune lieutenant oublie de couper et dont la fumée manque l’étouffer), et découvre avec un plaisir teinté de mépris que Graham n’est pas un aide de camp inutile, mais un artilleur.
Graham s’acquitte d'ailleurs très bien de la première mission que Dundee lui confie : arrêter un train qui, parti de Denver roule en direction de Santa Fé (où il doit approvisionner la California Column) et va passer à Sand River Crossing. Graham devra y prélever d’autorité 48 de ces nouveaux fusil Henry à répétition, avec 5 000 cartouches, pour équiper la colonne. Le jeune artilleur ramène même un petit obusier de campagne, que le jeune Ryan appelle par dérision dans son journal "un baby howitzer, avec lequel le Lt Graham pourra faire joujou".
Mais Dundee, qui sait les effets dévastateurs de l’artillerie (et les a vus en particulier lors de la bataille de Gettysburg) décerne brièvement, du haut de son balcon, un satisfecit à Graham. L’ "obusier de bébé" s’avèrera de fait très utile aux Américains :  lorsqu’il leur faudra réduire instantanément (d'un seul coup de canon, au but) la résistance d’un poste français isolé – et surtout se tailler un passage dans les rangs des Français qui, massés sur la rive du Rio Grande, leur barrent la route du retour. Graham démontrera alors son habileté d’artilleur.
Comme Ryan, Graham devient homme lors de l’expédition : s’il ne connaît pas l’amour objectivement (mais pendant la fête au village mexicain, il aura disputé sa cavalière, Teresa, au major et l'aura entraînée dans un huapango norteño endiablé) il s'émancipe de l’autoritarisme de Dundee : "je vous avais donné des ordres (i.e. à exécuter en mon absence) ! ", lui reproche le major, et Graham lui répond sèchement : "en votre absence, j’ai donné MES ordres".

### Teresa Santiago
(jouée par Senta Berger). Celle que le jeune Ryan décrit comme "la dame qui soigne nos blessures, une Allemande, qui parle anglais, gentille, et plus toute jeune (somewhat old)" est en fait une belle Autrichienne progressiste qui a offusqué sa famille en faisant des études de médecine, puis a achevé de s'aliéner ses proches en épousant un étudiant en médecine mexicain, puis en partant exercer avec lui auprès des populations défavorisées du Mexique. Son mari, partisan de Benito Juarez a été exécuté par les Français; "humanitaire" avant la lettre, elle aide de son mieux les villageois qui dit-elle, ont déjà été dépouillés par des bandits américains, puis par les Apaches, puis "libérés" par les Français...
Grâce à Teresa, Dundee n'a pas besoin de se forcer pour appliquer la politique unioniste (favorable aux juaristes) et il va même s’attirer toute la bienveillance de la population mexicaine en redistribuant les vivres accaparés par les Français et en faisant abattre et rôtir deux de ses précieuses mules. Après la sépulture des victimes civiles des Français, autour de l'asado de mule, la fiesta commence à grand renfort de musique, danse et téquila. L'ambiance est d'autant plus débridée que Dundee veut que la surveillance de ses propres sentinelles se relâche, afin que les prisonniers français puissent s'échapper et alerter le gros de leurs forces : les américains leur tendront alors une embuscade et s'empareront de leurs chevaux et de leurs provisions.

Dundee et Teresa partent en promenade dans les bois, loin du camp et des sentinelles. « Vous n’avez pas peur de el tigre (le jaguar) ? », lui demande Dundee – « non », lui répond-elle...

Évidemment les Français rasent le village et massacrent la population en représailles de l’aide apportée à la colonne américaine. La jeune veuve autrichienne (et son infirmière mexicaine) parviennent à s’échapper et à rejoindre les américains.
Teresa, ébranlée par les forfaits des Français et à la recherche de réconfort, se rapproche de Dundee. Ils s'éloignent du camp, seuls dans la nature sauvage...Ils se baignent dans la rivière, et se sèchent, couchés sur la rive. Mais trois Apaches les attaquent soudain, et l'un d'eux blesse Dundee d’une flèche dans la cuisse. Tyreen et ses hommes, qui étaient partis à la recherche du couple, arrivent alors, tuent deux Apaches sur trois, et le capitaine sudiste, furieux et jaloux, humilie Dundee qui ne peut répondre. Le major a eu le temps de demander à Teresa s’ils pourront se revoir, plus tard, en de meilleures circonstances, et elle a acquiescé. Mais lorsqu'elle le retrouve à Durango, elle le surprend dans les bras d'une prostituée et décide de le quitter. Dundee tente de la retenir en lui disant qu'il faudra bien qu'il fasse quelque chose après la guerre. Elle lui répond que "la guerre ne finira jamais" (sous entendu : pour lui).

### Les jeunes femmes mexicaines
La description par Peckinpah des deux autres personnages féminins du film mérite qu’on la détaille. Tout comme Teresa (qui est, elle, une intellectuelle européenne, de plus en avance sur son époque) les deux jeunes Mexicaines séduisent chacune leur soldat gringo avec décision et une égale simplicité : la guerre est là, la mort omniprésente, les hésitations superflues.
Au village, l’ambiance permissive d’une fin de fiesta pousse à l’abolition des tabous : Linda (jouée par Begonia Palacios), jeune femme de bonne famille, entraîne le jeune clairon dont elle a pansé la blessure (à la fesse) sous le porche de sa maison bourgeoise, et ne le rend à l’US Army que le matin, en public, et à regret.
À Durango, la "serveuse" du lupanar, Melinche (jouée par Aurora Clavel) apporte le réconfort au major blessé, et en pleine dépression, qui se réfugie dans l’ aguardiente. Et quand Teresa fait irruption à l’improviste dans leur chambrette, la jeune Mexicaine, prête à s’effacer, demande à l’Autrichienne : "C’était ton homme ? " . "Non", répond Teresa, qui tourne les talons et s'en va, en avertissant toutefois Dundee que la police française le surveille.

### Lesergent Gomez
(joué par Mario Adorf) d’origine mexicaine, et donc à l’aise au sud du Rio Grande, il remplit bien le rôle de factotum bourru mais indispensable et dévoué à tous qui correspond à l'archétype du "sarge" de l’US Army. Il hait les confédérés, et s'il accepte de servir sous les ordres de Tyreen, ce sera seulement, pour lui aussi, "jusqu'à ce que l'Apache soit capturé ou abattu".

### Le caporal noirAesop
(joué par Brock Peters), leader des sept soldats afro-américains qui ont demandé à faire partie de la colonne. Car, dit-il "ils ne se sont pas engagés pour être confinés pendant deux ans à la garde (i.e. des prisonniers blancs confédérés) et au nettoyage des écuries " .
Aesop résiste avec dignité lorsque J.L. Banteen, sudiste raciste, veut l’humilier et le rabaisser au rang d’esclave en lui demandant de retirer ses bottes s'appuyant sur le fait que l'esclavage existe toujours; Mais le révérend  Dahlstrom trouve la solution et corrige avec humour Banteen en le boxant pour lui  enlever manu-militari les bottes. Cependant Aesop restaure la vieille complicité entre Southerners avec un autre sudiste blanc, O.W. Hadley : ils sont embusqués et observent les Français, et en particulier un bataillon de tirailleurs nord-africains qui vont monter leur bivouac : "ceux-là, dit Aesop, je vous parie que mes gars peuvent les battre avec une main attachée : ils sont mous (soft), ils ne sont pas du Sud !… ".
Aesop est le porte-étendard de la colonne, et il tire le Stars and Stripes de l'étui où il a été caché jusque-là, et le déploie avant l'attaque contre les Français qui barrent à la colonne américaine la route du retour.

### Lerévérend Dahlstrom
(joué par R. G. Armstrong) , preacher herculéen qui s’engage dans la colonne de Dundee pour venger ses ouailles tuées par les Apaches : "Car ceux qui massacrent mon troupeau, je les massacrerai aussi" dit-il en paraphrasant les Écritures. Son rôle est chargé de symboles : outre la vengeance, il veut aussi retrouver les jeunes garçons de la famille Rostes que les Apaches ont emmenés avec eux, et les ramener aux bercail. Il prend la défense d'un soldat noir, Aesop, brimé par J.L. Banteen, un sudiste raciste. Il panse les blessés; mais au combat son fusil de chasse, qu'il utilise comme une massue après avoir plusieurs fois fait coup double, est redoutable.
Le matin de Noël 1864, il préside la sépulture de la quinzaine d'Américains tués dans la nuit par les Apaches, et il entonne l'hymne Shall We Gather at the River?.
Mais le révérend ne reverra pas la terre promise au-delà du fleuve : il est tué d'un coup de lance dans le dos lors de l’ultime combat (contre les Français), sur le Rio Grande.

### L'ApacheSierra Charriba
est joué par Michael Pate. À l’image générale classique des Apaches (cruels, insaisissables, maîtres dans l’art de l’esquive et de l’embuscade) Peckinpah a superposé quelques notes individuelles intéressantes sur trois scouts indiens de l’US Army. Ils sont tous Apaches, mais l’un d’eux est un guerrier de Sierra Chariba, et, dit-il, il le trahit car le chef, qui ne le jugeait pas assez courageux, n’a pas voulu l’emmener lors d’une expédition : il veut donc venger cet affront et restaurer sa réputation. En fait c'est un agent double, il conduira la colonne dans la nasse, lors de l'embuscade nocturne qui permettra aux Indiens de tuer près de la moitié des américains.
Les deux autres sont des Apaches "mansos", ralliés et christianisés; l’un d’eux est tué par le scout indien-agent double lors de l'embuscade nocturne. Quand Dundee, furieux, cherche qui l'a trahi, le scout survivant, Riago (joué par l'acteur mexicain José Carlos Ruiz), lui dit : "moi je suis un "camp dog", un chien de campement. Sierra Charriba, lui, est un Apache" . Riago est un éclaireur qui marche en "enfant perdu" très en avant de la colonne américaine : il suit les Apaches de tout près, et laisse des indications à Potts. Il piste d’ailleurs les Apaches de si près que beaucoup (dont Dundee et le jeune Ryan, qui hait les Indiens et en a peur) pensent qu’il est un agent de Sierra Chariba. Jusqu’à ce qu’on découvre son corps crucifié dans un arbre : les Apaches ont pris Riago, et l'ont fait mourir comme son dieu Jésus.
À noter qu'en Italie et en Allemagne le film est sorti sous le nom de "Sierra Charriba"  - et qu’à chaque évocation ou apparition des Indiens correspond un leitmotiv musical lancinant obtenu par l’enregistrement du tintement de trois enclumes différentes, son de plus passé à l’envers et au ralenti..

## La version restaurée

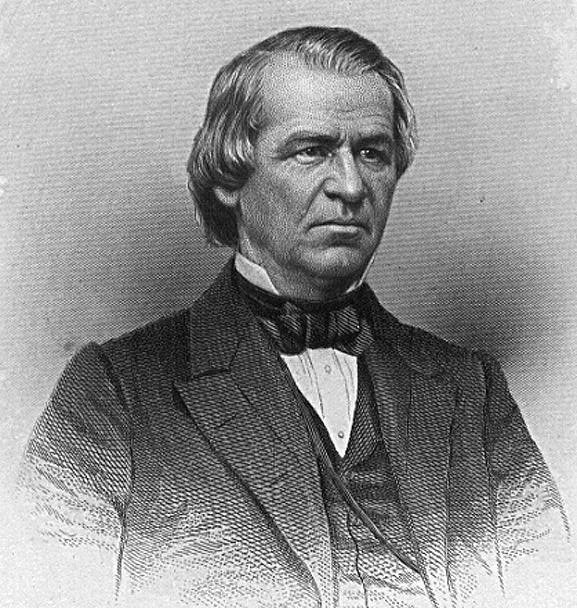
Élu vice-président en novembre 1864, Andrew Johnson était (comme le Secrétaire d'État William H. Seward) partisan d'aider les juaristes mexicains pour contrecarrer les ambitions de la France au Mexique. Il sera le des États-Unis, après l'assassinat de Abraham Lincoln le 15 avril 1865. À noter que la colonne de Dundee (ou ce qu'il en reste) sort du Mexique et rentre au Texas (après 5 mois d'expédition) le 19 avril 1865.

de 136 min, qui comporte plusieurs belles scènes, est apparue en avril 2005 ; elle rend l'intrigue bien plus cohérente que dans la version commerciale de mai 1965. On y voit :
- Ryan jouant au clairon la sonnerie "aux morts" (Taps), en pleurant ; et Dundee le morigène pour ses fausses notes ;
- la tentative d’évasion de Tyreen et de ses confédérés : scène confuse, de nuit, mais qui précède et explicite la grande scène où Dundee annonce aux Sudistes qu'il veut 20 volontaires pour partir à la poursuite des Apaches ;
- les confédérés refusant de porter les uniformes bleus, que du reste leurs collègues entassés dans le pound leur arrachent ;
- la longue scène de lutte "amicale" entre le scout Riago et Potts, qui est terrassé par l’Apache, mais a un sursaut de vigueur quand Dundee lui susurre que l’artillerie (le Lt Graham) a parié qu’il serait vaincu ;
- une ampliation de la fête au village[31] ;
- à Durango, plus de détails sur la coexistence de Dundee et de Melinche dans leur bouge ;
- sur fond de splendides mesetas, et devant un message de symboles laissé par les Apaches, le conseil de guerre qui décide de la tactique à suivre pour provoquer enfin l'attaque des Indiens sur un terrain choisi par les Américains. Le scout Riago qui évoluait en "enfant-perdu" est retrouvé mort, crucifié dans un arbre (ultime défi des Apaches), et c'est Dundee, qui pensait à tort que Riago trahissait les Blancs, qui se charge de la corvée de le décrocher ;
- le DVD livre comme extras : une scène de duel au couteau entre Potts et le sergent Gomez, une ampliation de l’intermède amoureux entre Dundee et Teresa dans les bois au bord de la rivière.

## Les 122 minutes de film perdues
Un record de coupures imposées par la production : des 278 minutes (4h38) originellement gardées par Peckinpah, le film est passé (avec son accord) à 156 min (par suppression de scènes jugées trop "gores", et des séquences d'action au ralenti), puis à 136 min, encore réduites à 123 min après la désastreuse première représentation.
Parmi les scènes perdues (plus de 10) :
- le prologue : le soir du 31 octobre 1864, un détachement de cavalerie parti du Fort Benlin arrive au ranch de la famille Rostes, en pleine mascarade d'Halloween ;
- les Apaches attaquent soudain. Un seul rescapé : le jeune clairon Ryan ;
- présentation du personnage du capitaine sudiste Ben Tyreen ;
- après la traversée du Rio Grande, Dundee offre à boire aux soldats ;
- après que les Américains sont tombés dans l'embuscade nocturne que leur tendait Sierra Charriba, Tyreen fait d'amers reproches à Dundee qui s'est laissé leurrer. Ryan, assoiffé, va remplir un quart au ruisseau et le rejette, écœuré : l'eau est teintée de sang. Lors du départ, le matin suivant l'embuscade, Dundee est monté sur une mule, et elle refuse d'avancer; fou-rire de la troupe ;
- pendant la fête au village mexicain : Tyreen et Dundee revoient leur passé commun à  l'Académie militaire de West Point. Potts et le sergent Gomez entament une bagarre au couteau, et Dundee les sépare avant qu'elle ne dégénère ;
- à Durango, Dundee, dont la blessure est guérie, devient un clochard des rues, toujours saoul. Flashbacks sur son passé ;
- séquence approfondissant le personnage de O.W. Hadley (joué par Warren Oates[33]), qui déserte (par amour, prétend-il), est condamné à mort, et est exécuté par Tyreen ;
- la fin telle que la voulait Peckinpah : tous meurent, sauf le clairon Ryan (paraphrase de la fin de Moby Dick).